# 聖約翰斯 (密歇根州)
聖約翰斯（英語：St. Johns）是一個位於美國密歇根州克林頓縣的城市。根據2010年美國人口普查，該地共人口7865人，而該地的面積約為10.45平方千米。同時該地也是克林頓縣的縣治。

## 地理
聖約翰斯的座標為43°00′03″N 84°33′24″W / 43.00083°N 84.55667°W，而該地的平均海拔高度為355米（即1165英尺）。